# Mermessus orbus
Mermessus orbus är en spindelart som beskrevs av Alfred Frank Millidge 1987. Mermessus orbus ingår i släktet Mermessus och familjen täckvävarspindlar. Inga underarter finns listade i Catalogue of Life.